# Braćak
Braćak (en serbe cyrillique : Браћак) est un village de Serbie situé dans la municipalité de Tutin, district de Raška. Au recensement de 2011, il comptait 194 habitants.

## Démographie
| 1948 | 1953 | 1961 | 1971 | 1981 | 1991 | 2002 | 2011 |
| ---- | ---- | ---- | ---- | ---- | ---- | ---- | ---- |
| 283  | 322  | 364  | 332  | 345  | 312  | 230  | 194  |

|  |